# Euchera fervidaria
Euchera fervidaria is een vlinder uit de familie van de Eupterotidae. De wetenschappelijke naam van deze soort is voor het eerst voorgesteld als Phalaena fervidaria door Johan Christian Fabricius in een publicatie uit 1787.
Deze soort komt voor in Nigeria, Kameroen en Gabon.